# Șiștarovăț
Șiștarovăț is een Roemeense gemeente in het district Arad.
Șiștarovăț telt 341 inwoners.